# Comté de Cumberland (Tennessee)
Pour les articles homonymes, voir Comté de Cumberland.
Le comté de Cumberland est un comté de l'État du Tennessee, aux États-Unis.